# Taraxacum scaturiginosum
Taraxacum scaturiginosum — вид квіткових рослин з підродини цикорієвих (Cichorioideae).

## Поширення
Італія, Македонія, Албанія, Румунія, Болгарія, Греція, Україна — Крим, Вірменія, Туреччина (європейська й Анатолія), пн.-сх. Ірак.

## Біоморфологічна характеристика
Це багаторічна рослина. Належить до Taraxacum sect. Palustria.